# CAREBACO
CAREBACO (auch CaReBaCo oder Carebaco geschrieben) steht für Caribbean Regional Badminton Confederation und ist ein internationaler Badmintonverband karibischer Staaten. Er wurde 1972 von  Jamaika, Trinidad und Tobago, Suriname und Guyana gegründet.
Meisterschaften des Verbandes sind die CAREBACO-Spiele bzw. Carebaco-Meisterschaften, welche teilweise auch offen ausgetragen werden, das heißt, es können auch Badmintonspieler von Nicht-CAREBACO-Mitgliedsländern teilnehmen. 2005 fanden bereits die 24. CAREBACO-Meisterschaften statt. Die Wettkämpfe sind nicht zu verwechseln mit den Zentralamerika- und Karibikspielen.

## Mitgliedsländer
- Aruba
- Antigua und Barbuda
- Barbados
- Bermuda
- Cayman Islands
- Curaçao
- Dominikanische Republik
- Grenada
- Guatemala
- Guyana
- Jamaika
- Kuba
- Martinique
- Puerto Rico
- Suriname
- Trinidad und Tobago